# Bogside

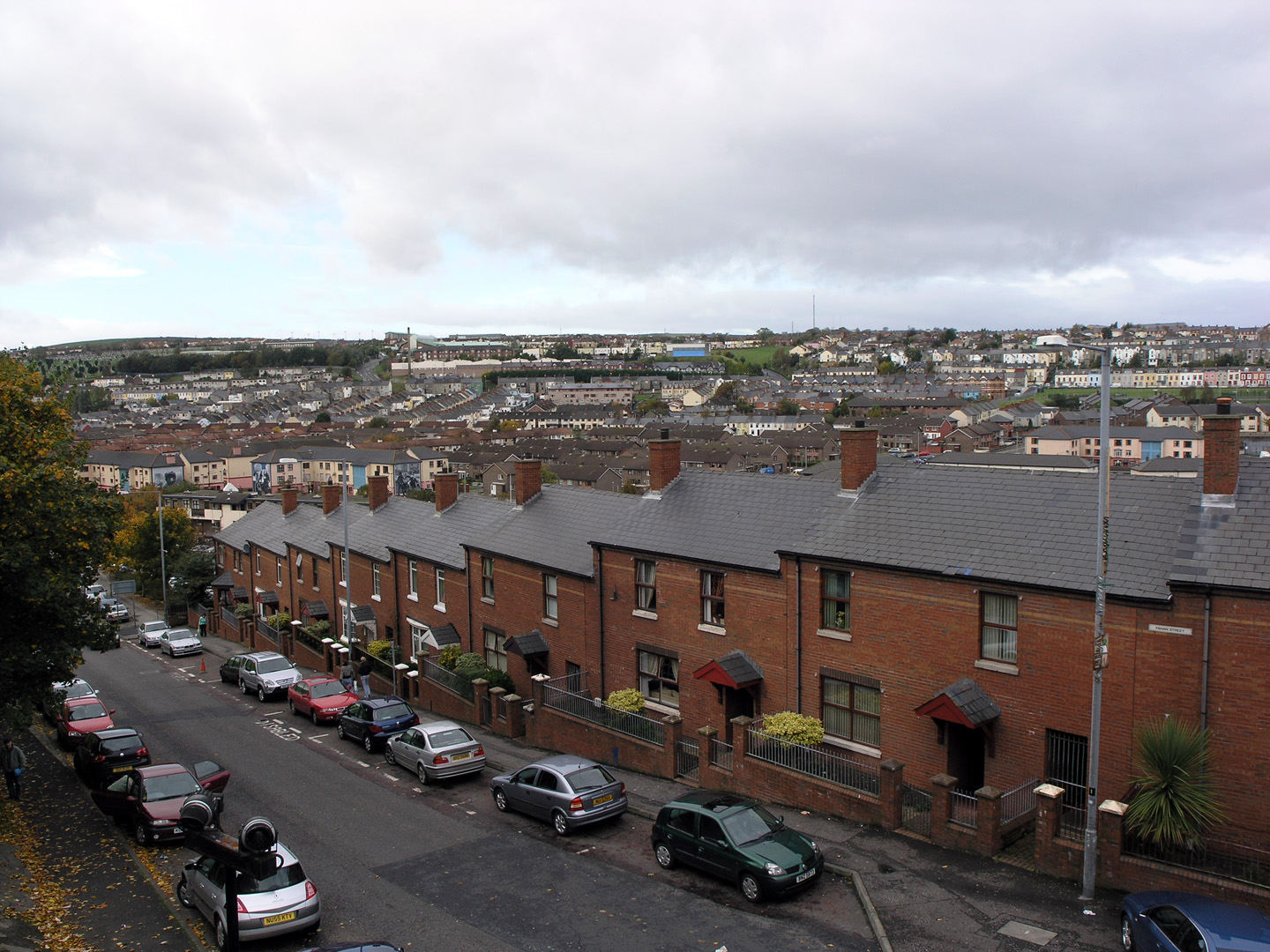
Pohled na čtvrť Bogside z městských hradeb

Bogside  je čtvrť u městských hradeb ve městě Derry v Severním Irsku. Populárními turistickými atrakcemi v Bogside jsou Free Derry Corner, velké nástěnné malby od Bogsideských umělců a Gasyard Feil, což je každoroční hudební a výtvarný festival. Bogside je hlavně katolická čtvrť a sdílí hranici s protestantskou čtvrtí.

## Historie

### Problémy

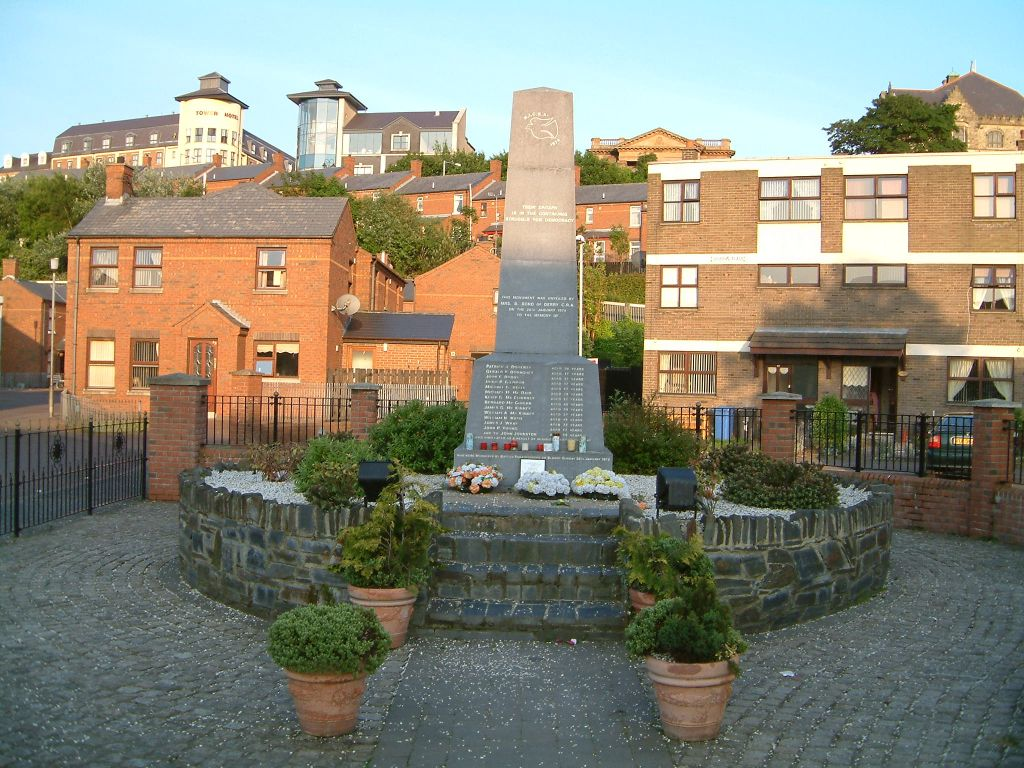
Památník Krvavé neděle

Oblast byla hlavním bodem pro mnoho událostí Problémů. V roce 1969 to byly divoké třídenní boje proti RUC a protestantům známé jako Bitva o Bogside, což byla zahajovací událost Problémů. V letech 1969 až 1972 se oblast spolu s Creggan a dalšími katolickými oblastmi stala nepřístupnou zónou pro britskou armádu a RUC. Oblast hlídala Oficiální irská republikánská armáda i Dočasná irská republikánská armáda a místní obyvatelé jim často za to platili. 30. ledna 1972 Severoirské sdružení pro občanská práva organizovalo pochod proti internaci, který se změnil na krveprolití. Britský výsadkový regiment zastřelil 14 neozbrojených demonstrantů a dalších 14 zranil. Tato událost je známá jako Krvavá neděle. To vedlo k velkému přílivu nových členů do obou křídel IRA ve městě. Po operaci Motorman a konci Free Derry a dalších nepřístupných zón v Severním Irsku Bogside spolu s většinou města zažíval časté pouliční nepokoje a náboženský konflikt trvající až do počátku 90. let. V roce 1974 Oficiální IRA vyhlásila konec své ozbrojené kampaně. V důsledku toho, Seamus Costello a další socialističtí bojovníci vytvořili Irské republikánské socialistické hnutí (IRSM). Součástí tohoto hnutí byla i Irská národní osvobozenecká armáda (INLA) což bylo polovojenské křídlo IRSM. Derry a zejména Bogside se stalo jednou z hlavních bašt INLA. Prakticky všichni její tři dobrovolníci, kteří zemřeli během hladovky irských vězňů v roce 1981 byli z Derry nebo z hrabství Londonderry. Irská lidová osvobozenecká organizace (IPLO), což byla odtržená skupina od INLA udělala nepříjemnost v Derry, když se dostala do sváru s INLA ve městě a dalších oblastech Irska. Spor skončil, když se do něj zapojila Prozatímní IRA a vyvraždila hlavní vedení IPLO v Belfastu a následně nechala rozpustit celou skupinu. Po zbytek 90. let se Bogside stalo poměrně klidnou čtvrtí ve srovnání s ostatními oblastmi Severního Irska jako byl v té době například Belfast i když pouliční nepokoje byly stále častější.

## Následná historie
Dnes zažívá Bogside velké změny. Je vidět velkou přestavbu čtvrti ve srovnání s ostatními oblastmi ve městě. Oblast je také místem pro disidentskou republikánskou aktivitu. Oblast byla po belfastské dohodě vždy známá častými pouličními nepokoji, ale největší od roku 1998 byly Severoirské nepokoje v roku 2011. Nepokoje se odehrávaly i v jiných částech Severního Irska, ale v Derry byly většinou v Bogside. Skupina Republikánsky boj proti drogám (RAAD) vytvořená v roce 2008 má velmi silnou přítomnost v Bogside. Cílem této skupiny je bolestně postřelit či dokonce zabít kohokoliv, kdo může být nebo je drogový dealer.